# Eugenio Saini
Eugenio Saini   (Milà, 30 de gener de 1939 - 16 de gener de 2009) fou un pilot de motociclisme italià que va destacar en competicions de velocitat i enduro. Pel que fa a la segona modalitat, en va guanyar dos campionats d'Itàlia i va formar part de l'equip italià que va guanyar el Vas d'argent als Sis Dies Internacionals (ISDT) de 1960.

## Trajectòria esportiva
Saini va debutar en competició el 1952. El 1957 va guanyar una cursa de velocitat a Bèrgam amb una motocicleta de 50 cc. El 1958 va formar part d'un equip que va establir un rècord mundial de velocitat en 24 hores al circuit de Monza.
El 1960 va guanyar amb l'equip italià el Vas d'argent als ISDT amb una Gilera 98. L'any següent va guanyar la Valli Bergamasche. El 1963 va ser campió d'Itàlia de regolarità de 125 cc amb una Moto Guzzi i el 1966 amb una Gilera. Entre 1960 i 1971, Saini va participar en 9 edicions dels ISDT, on va guanyar un total de vuit medalles d'or i una d'argent.
Un cop retirat de les competicions, Eugenio Saini va ser durant diversos anys el cap de la secció de motociclisme del grup esportiu de la policia de l'estat italiana, la Fiamme Oro.